# Принс, Фиби
Фиби Нора Мэри Принс (англ. Phoebe Nora Mary Prince; 24 ноября 1994, Бедфорд — 14 января 2010, Саут-Хадли, Массачусетс) — американская школьница, жертва кибербуллинга, самоубийство которой в 2010 году вызвало широкий общественный резонанс и повлекло ряд изменений в законодательстве штата Массачусетс.

## Биография
Фиби Принс родилась в Бедфорде, Соединённое Королевство, 24 ноября 1994 года, а в возрасте двух лет переехала вместе с семьей в городок Фанор, графство Клэр, Ирландия. Фиби училась в школе «Виллерс Секондари Скул». По сообщениям англоязычной прессы, конфликты со сверстниками у Фиби стали возникать ещё до переезда в США. Осенью 2009 года семья Фиби перебралась в США и поселилась в местечке South Hadley недалеко от родственников.

## Травля в школе и социальных сетях
Фиби подвергалась насмешкам и унижениям со стороны одноклассников, за то, что была новенькой, из Ирландии, и имела неосторожность вступить в непродолжительные отношения с двумя учениками школы. Травля была организована в соцсети Facebook, в Twitter,  на сайтах Craigslist, Formspring и посредством SMS.

## Самоубийство
14 января 2010 года, не выдержав целого дня издевательств в школе, Фиби повесилась на винтовой лестнице, ведущей на второй этаж дома семьи Принс. Её тело обнаружила 12-летняя сестра.

## Реакция общественности
Трагическое происшествие в семье Принс получило широкую публичную огласку в англоязычной прессе и привлекло внимание к проблеме травли в американских школах. На проведённой по горячим следам встрече администрации школы South Hadley и родителей учеников выяснилось, что унижения и травля в этом учреждении были в общем-то рядовым явлением. Законодатели штата приняли необходимые меры для скорейшего проведения закона по противодействию травле в школах, аналогичный закон был принят законодателями штата Нью-Йорк. В результате судебного разбирательства девять подростков были обвинены в доведении сверстницы до самоубийства, шесть из них обвинены в уголовных преступлениях.